# Vrbnice
Vŕbnice, tudi pródnice ali kaménjarke (znanstveno ime Plecoptera; grško plekein - zložiti + pteron - krilo) so red žuželk z okoli 3000 opisanimi vrstami, ki jih najdemo po vsem svetu, razen na Antarktiki in oceanskih otokih. So evolucijsko stara skupina letečih žuželk, najstarejša iz skupine Neoptera. Ker so zaradi skromne aktivnosti, nevpadljive barve in kratkega življenja težko opazne, so med ljudmi slabo poznane. Najdemo jih v vseh letnih časih.

## Telesne značilnosti
Vrbnice so srednje velike žuželke, dolge po nekaj milimetrov do nekaj centimetrov, z dvema paroma membranskih kril, od katerih je zadnji par večji. Njihovo telo je nekoliko dorziventralno sploščeno. Spodnja krila so pahljačasto zložena pod zgornja, le-ta pa vodoravno ob telo, kar še poudarja sploščen videz. Imajo dolge, nitaste tipalnice in dva dolga cerka na koncu zadka, čeprav so cerki pri nekaterih vrstah precej reducirani. Po obliki telesa lahko spominjajo na kobilice, ščurke ali enodnevnice; od prvih dveh skupin se ločijo po tem, da nimajo odebeljenega prvega para kril, od enodnevnic pa po dolgih tipalnicah in načinu zlaganja kril. Imajo tudi precej reducirane obustne okončine, nekatere vrste tudi krila.
Ličinke so podobne odraslim živalim (hemimetabolne ličinke), le kril nimajo. Njihovo sploščeno telo je prilagojeno življenju na dnu hitro tekočih vodotokov. Po tej lastnosti so podobne ličinkam enodnevnic, vendar se od njih razlikujejo po tem, da imajo samo dva cerka na koncu zadka. Dihajo večinoma z izmenjavo plinov skozi telesno površino, le nekatere vrste imajo škrge v obliki šopov drobnih dlak na različnih delih telesa (baza nog ali na vratu).

## Življenje
Samice odložijo po nekaj sto jajčec na površino vode, ki se nato usedejo na dno. Iz njih se po nekaj tednih izležejo ličinke, ki živijo na dnu med kamni in vodnim rastlinjem. Prehranjujejo se večinoma z algami in mahovi, le nekatere večje vrste so plenilske in lovijo ličinke drugih vodnih žuželk. Plavajo z bočnim zvijanjem, kar je posebnost med nevretenčarji. Imajo nepopolno preobrazbo - dokler ne odrastejo se večkrat (večje vrste tudi do tridesetkrat) levijo, pri čemer se postopoma večajo. Ko dosežejo končno velikost, se ponoči splazijo na breg in preobrazijo v odraslo žival. Nekatere vrste se preobrazijo pozimi, ko je voda še prekrita z ledom. Skozi luknjice v ledu zlezejo na površino, temna barva pa jim pomaga, da absorbirajo dovolj toplote za preživetje.
Odrasle živali živijo dva do tri tedne. V tem času se osebki mnogih vrst sploh ne hranijo, drugi pa strgajo alge s kamnov in drevesnih debel ali jedo cvetni prah. So slabi letalci, zato jih najdemo v bližini voda, kjer so se izlegle. Parijo se na kamnih ali rastlinju, samice le enkrat v življenju. Vrbnice ne komunicirajo z zvokom; za prepoznavanje, izbiro in iskanje spolnih partnerjev uporabljajo vibracije podlage. Eden od spolnih partnerjev (navadno samec) začne s konico zadka udarjati po podlagi; signali imajo za vrsto značilen vzorec in frekvenco, po podlagi se prenašajo do sprejemnika. Ta zazna vibracije s čutnicami v nogah. Ko prepozna spolnega partnerja, se prične usmerjeno gibati proti izvoru vibracij in odgovarjati s svojim bobnanjem. Ko se živali najdeta, pride do parjenja.
Razvoj zaključijo večinoma v eni sezoni, le večje vrste živijo več let.

## Ekologija
Ličinke vrbnic živijo v mrzlih tekočih vodah - le malo vrst živi ob počasi tekočih ali stoječih vodnih telesih. Najraje imajo kamnito ali prodnato dno, zato večino vrst najdemo v hribovitih predelih. Tako ličinke kot odrasle živali so pomemben vir hrane za ribe, zaradi česar njihovo obliko pogosto posnemajo z vabami za muharjenje.
Vrbnice so zaradi vezanosti ličink na vodno okolje tudi pomembni bioindikatorji pri ugotavljanju čistosti vodotokov. So zelo občutljive na onesnaženost vodotokov, zato jih upoštevajo saprobni indeks ter biotični indeksi. Odsotnost vrbnic je prvi znak, da je voda onesnažena ali da v njej primanjkuje kisika.

## Sistematska razdelitev
Vrbnice delimo na dva geografsko ločena podredova:
Antarctoperlaria - predstavniki živijo na južni polobli. Združujejo jih nekateri morfološki znaki.
Arctoperlaria - predstavniki živijo na severni polobli. Nima enotne morfologije tako kot podred Antarctoperlaria, predstavnike združuje mehanizem produkcije vibracij.

### Vrbnice v Sloveniji
Na Slovenskem je znanih 123 vrst vrbnic iz 19 rodov, ki sodijo v 7 družin. Vse seveda uvrščamo v podred Arctoperlaria. Število vrst je v primerjavi z drugimi državami visoko, predvsem na račun geografske lege in razmeroma dobre ohranjenosti vodotokov.